# Eduardo Baccari

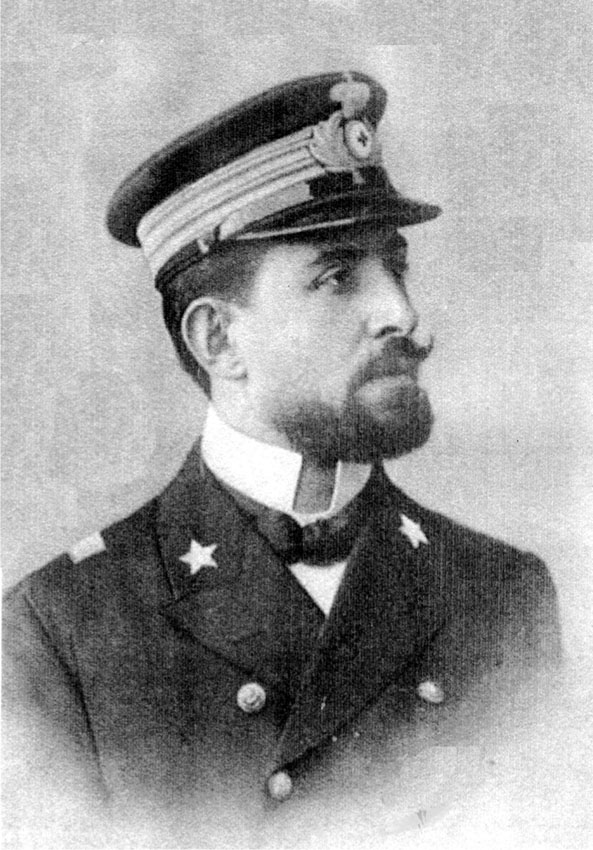
Eduardo Baccari

Eduardo Baccari (Benevento, 17 agosto 1871 – Roma, 2 aprile 1952) è stato un militare, diplomatico e medico italiano, che ricoprì l'incarico di Governatore della Cirenaica tra l'ottobre e il dicembre 1922.

## Biografia
Nacque a Benevento il 17 agosto 1871. Frequentò la facoltà di medicina dell'università di Napoli conseguendo la laurea in chirurgia presso la clinica universitaria diretta dal professor D'Antona, il quale, al termine del ciclo di studi, gli offrì il posto di suo assistente che egli rifiutò, deciso ad intraprendere la carriera militare. Nel 1894 si arruolò nel Regio Esercito per assolvere gli obblighi del servizio di leva, conseguendo il grado di sottotenente medico. Congedato nel 1896, dietro sua richiesta entrò nella Regia Marina come medico di 2ª classe del Corpo sanitario militare marittimo. Imbarcato dapprima sulla nave da trasporto Trinacria, passò quindi sulla corvetta ad elica Vettor Pisani. Venne poi trasferito sull'ariete torpediniere Ettore Fieramosca prendendo parte ad alcune delicate missioni nel corso della guerra greco-turca (1897), e tra il 1900 e il 1902 prestò servizio in Estremo Oriente a seguito dell'ammiraglio Camillo Candiani. Al servizio in mare alternò periodi di lavoro negli ospedali della Marina di Taranto e La Maddalena. Promosso medico di 1ª classe, nel 1903 fu inviato in Congo su richiesta del Commissario per l'immigrazione, senatore Luigi Bodio. In quell'anno re Leopoldo II del Belgio offrì la possibilità a coloni italiani di stabilirsi in una zona fertile del Congo. Di questa esperienza narrò nel suo libro Il Congo, edito a cura della Rivista Marittima nel 1908. Tale libro ottenne il plauso dei Ministri della Marina e degli Affari Esteri, della regina Elena, del Duca degli Abruzzi e del Duca di Genova, e fu insignito della medaglia d'argento di 1ª classe dalla Società Geografica Italiana per le pubblicazioni utili alla Regia Marina.
Rientrato in Italia nel corso dell'ottobre 1904, quando in quell'anno fu cambiata la designazione dei gradi militari divenne capitano medico del Corpo sanitario militare marittimo. Tra il 1905 e il 1908 fu in servizio presso l'Ispettorato di sanità militare marittima a Roma. Nel 1911 passò a disposizione del Ministero degli Affari Esteri venendo mandato in Somalia italiana come agente coloniale di 4ª classe, ricoprendo le funzioni di commissario regionale del Goraia e del basso Uebi Scebelli, lavorando alla definizione dei confini con le colonie britanniche. Nell'ottobre 1912 rientrò in servizio attivo nel Corpo sanitario militare marittimo imbarcandosi sulla nave da battaglia Sardegna a bordo della quale partecipò alle operazioni della guerra italo-turca. Promosso maggiore, nel 1913, dietro sua domanda, lasciò il servizio attivo venendo iscritto nella riserva navale. Promosso tenente colonnello entrò nella diplomazia. Capo di gabinetto del Ministro delle colonie Gaspare Colosimo, fu poi direttore generale di quel dicastero.
Fu reggente del governo di Tripoli, e nell'ottobre 1922 il Ministro delle colonie Giovanni Amendola lo nominò Governatore della Cirenaica in sostituzione di Luigi Pintor. Con l'avvento del regime fascista, nel dicembre dello stesso anno Benito Mussolini decise di rimuoverlo dall'incarico che fu assegnato al tenente generale Luigi Bongiovanni. Lasciato ogni incarico si ritirò a vita privata a Roma, dove si spense l'11 giugno 1952.

### La missione in Congo
Nel 1902 re Leopoldo II del Belgio acconsentì che coloni italiani potessero stabilirsi nella regione tra il lago Kivu, il lago Tanganica e il fiume Ruzizi, nell'Etat Indépendant du Congo (ETC), in quanto era rimasto soddisfatto dei servigi resi dagli ufficiali italiani in servizio attivo che prestavano servizio in Congo per il Belgio. Il Ministero degli affari esteri del Regno d'Italia, nella figura del Commissario all'emigrazione, senatore Luigi Bodio, autorizzò il suo invio in Congo al fine di valutare le condizioni della regione, sia dal punto di vista sanitario che del clima.  Oltre che a informare periodicamente Bodio sul suo viaggio, al rientro in Italia doveva presentare una accurata relazione conclusiva. Arrivato a Bruxelles, il 31 maggio 1903 fu dapprima ricevuto da Leopoldo II, e poi ebbe colloqui con il Segretario Generale al Dipartimento degli Affari Interni, Charles Liebrechts, responsabile della campagna di propaganda dello Stato del Congo. Nella capitale belga ebbe un colloquio, presso l'Ambasciata del Regno d'Italia, con Giacomo Nisco, e incominciò subito a raccogliere informazioni su cosa stava succedendo in Congo. Il ministro degli esteri Enrico Morin, e il suo successore Tommaso Tittoni, gli avevano affidato il compito di verificare l'autenticità delle affermazioni fatte dai britannici sulle condizioni in cui viveva la popolazione indigena, soggetta ad ogni tipo di angheria da parte degli europei, tra cui vi erano anche molti italiani. Arrivò a Boma, allora capitale del Congo, il 1 luglio e fu subito ricevuto dal vicegovernatore generale Félix Fuchs. Rimase a Boma tre settimane, mantenendo una certa diffidenza su ciò che gli raccontavano i funzionari belgi.  Condotto a visitare l'ospedale per gli indigeni lo definì orrido luogo e si rese conto di come le leggi e le circolari considerate "umane"  regolarmente venissero ignorate ed aggirate. La mattina del 26 luglio lasciò Boma e in battello raggiunse Matadi, da dove in treno proseguì per Léopoldville dove incontrò per la prima volta il console italiano Ettore Villa, che mantenne il più stretto riserbo sulle accuse lanciate dal commissario di Boma Edmund Dene Morel, in quanto attendeva il rientro del suo collega britannico Roger Casement da un viaggio di ispezione. Le rivelazioni che attendeva giunsero da una inaspettata fonte, un alto funzionario dello Stato del Congo Lasciata Léopoldville in battello raggiunse Bumba, da dove proseguì per Stanleyville e da qui Ponthierville, dove lui e il suo aiutante, il tenente belga Bourgeaux furono colti da un attacco di malaria. Dopo essersi ripreso proseguì per Kasongo dove incontrò l'esploratore Ernesto Cordella, che gestiva la locale stazione, e Guido Moltedo, un italiano che prestava servizio come ufficiale nell'esercito coloniale.
Lasciata Kasongo si inoltrò nella grande pianura tra il Luama ad ovest ed i monti di Kalembelembe ad est, trovandovi un disastroso terreno paludoso. Il tratto tra Kabambarré e Kalembelembe fu micidiale per gli indigeni adibiti al servizio dei trasporti a spalla, dato il governo coloniale non forniva viveri a sufficienza per tutti. Oltrepassato il Lago Tanganica inviò al Commissariato per l'emigrazione un rapporto in cui presentava un bilancio dei suoi sforzi atti a comprendere la realtà del paese.
Il 22 dicembre fu raggiunto il lago Kivu, e il 28 arrivò al posto di Bobandana dove incontrò per la prima volta il comandante del territorio del Ruzizi-Kivu, Charles Tombeur, che lo ricevette con perfetta cortesia. Inizialmente i due si intesero, in particolare sulla questione dell'arrivo dei coloni italiani, ma nella lunga sosta, circa un mese, a Bobandana egli si rese conto di come realmente stavano le cose. Il posto di Bobandana era al comando del tenente Tiberghien, che amministrava la giustizia con durezza. Per le più minime mancanze, tipo essere stati sorpresi a dormire, prevedevano punizioni di 40-50 colpi di scudiscio, che potevano arrivare anche a cento, le prigioni erano piene all'inverosimile di gente arrestata per futili motivi, o donne prese in ostaggio, mentre le spedizioni contro i villaggi ribelli prevedevano l'indiscriminata uccisione degli abitanti.
Lasciata Bobandana raggiunse il posto di Nia-Lukemba, comandato dal chef de poste Edourd Richet, che trattava con umanità gli indigeni, senza usare violenza. Partito da Nia-Lukemba il 19 febbraio, passò i mesi successivi a ispezionare i territori della regione e le vie di accesso, e ritornato a Bobandana reincontrò Charles Tombeur. Non riuscì subito a ripartire in quanto Tiberghien e i suoi uomini avevano lasciato fuggire i suoi portatori, con un preciso scopo.  Aspettando di raccogliere nuovi portatori, il 5 marzo raggiunse la missione dei Padri bianchi presso il porto nel confinante territorio tedesco di Kissenyi. I missionari criticavano apertamente lo Stato del Congo, e in un colloquio padre Herkelé gli spiegò che i casi di attacchi armati e massacri da parte degli indigeni non erano che le loro risposte alle angherie subite dai soldati e alle pretese eccessive da parte dello Stato congolese.  Lasciata Bobandana il giorno successivo raggiunse tre giorni dopo Busuenda dove scoprì che lui e i suoi uomini si erano salvati solo perché, seguendo le indicazioni del portatore che gli faceva da guida, avevano sbagliato strada passando per un territorio contestato tra Stato del Congo e la Germania violando le convenzioni internazionali vigenti. Tiberghien lo aveva mandato deliberatamente allo sbaraglio tacendogli che per i successivi tre giorni non avrebbe trovato né viveri e né acqua. 
Infuriato ed esasperato scrisse una missiva a Charles Tombeur chiedendogli punizioni disciplinari per Tiberghien e per altri due subordinati bianchi che avevano posto in pericolo la carovana. Tombeur si scusò prontamente, e rimosse Tiberghien dal suo posto di comando. Mentre ispezionava la zona vicino al lago Alberto incontrò l'ingegnere Giuseppe Sesti, che lavorava al progetto di una nuova ferrovia, con cui discusse del progetto di colonizzazione della zona del Kivu. Ritornato a Nia-Lukemba nel mese di aprile raccolse nuove prove sulle brutalità commesse dagli agenti governativi nei confronti degli indigeni. Decise che era giunto il momento di presentare una accurata relazione sullo stato delle cose nella prevista zona di colonizzazione e più in generale sullo stato del Congo. Lasciata Nia-Lukemba il 16 aprile, attraversò su una barca a vela il lago Tanganika il giorno 26 effettuando una escursione in territorio tedesco, raggiungendo poi il posto di Mtoa dove ebbe un colloquio con il tenente Alberto Rossi, che richiese espressamente di far rientrare tutti gli ufficiali italiani presenti in Congo in Italia. Il 13 maggio incontrò sulle rive del Lago Tanganica il vicario apostolico monsignore Victor Roelens, che da circa tredici anni dirigeva la missione dei Padri Bianchi di M'Pala. Roelens gli illustrò la sua esperienza e quella degli altri missionari, dando parere assai negativo sul progetto di colonizzazione.
Ritornato a Mtoa incontrò altri due ufficiali italiani, il capitano Nicola Amendolagine, veterano della battaglia di Adua, e il tenente Camillo Riccardi, che gli raccontarono come stavano le cose, delle brutalità cui si lasciavano andare gli ufficiali impegnati nella raccolta dal caucciù, tra cui il tenente italiano Pier Ruggero Piccio, e che un sottotenente italiano, Antonio Muratori, si era suicidato in quanto ingiustamente accusato di brutalità contro gli indigeni dalla stampa britannica. Incontrò personalmente sia Piccio che il suo collega Giuseppe Pratesi, e rimase scandalizzato dal loro operato. Arrivato a Kasongo colpito da un nuovo, e violento, attacco di malaria, dopo aver bevuto un sorso di vino venne colto da un improvviso malore la sera del 3 giugno. Insieme al medico Giuseppe Micucci, che gli salvò la vita, ebbe modo di constatare la presenza nella bottiglia di sublimato corrosivo, un potente veleno, cosa che lo convinse che le autorità del Congo avessero deciso di eliminarlo in quanto divenuto uno scomodo testimone. Per questo fatto si scontrò violentemente con lo chef de zone della regione del Maniema comandante di prima classe Edgard Verdick, che negava l'avvelenamento volontario ritenendolo un semplice incidente. Ritornato a Boma fu ricevuto a cena dal nuovo governatore generale Paul Costermans, poi lasciò definitivamente il Congo per rientrare in Europa. Mentre si trovava in viaggio incominciò a ricevere numerose lettere da Giovanni Elia, console dell'EIC a Genova, il quale gli scriveva dell'entusiasmo dimostrato nei suoi confronti da Liebrechts e dal re del Belgio, offrendogli anche un'indennità di 100 franchi al giorno ricavati dal fondo per gli emigranti del Ministero degli Esteri. Quando seppe che stava per sbarcare ad Anversa Elia ordinò di fermare l'imbarcazione al largo di Flessingue, poco prima del porto, la raggiunse con un battello e salì a bordo. Il tentativo di corruzione non andò a buon fine in quanto lui, indignatissimo accusò apertamente Elia rimettendo le sue lettere nelle mani del governo italiano, e riferendo del fatto il Ministero degli esteri. L'avvelenamento di un inviato del Re d'Italia apparve su molti giornali esteri, il West African Mail, il Morning Post e il Daily News tra i giornali inglesi, il New York Herald tra gli americani e Le Patriote tra i belgi, mentre venne praticamente ignorato da quelli italiani.  Il 21 novembre consegnò la sua relazione conclusiva al Commissariato dell'Emigrazione, ma il governo non dimostrò alcuna preoccupazione mettendo il tutto a tacere. Nell'aprile 1905, sei mesi dopo il suo rientro in Italia, il Ministro degli Esteri Tommaso Tittoni, in risposta a una interrogazione parlamentare del senatore Sidney Sonnino, dichiarò in Senato che la relazione sull'emigrazione in Congo sarebbe stata resa pubblica solo in un indefinito futuro mentre il contenuto degli altri rapporti sarebbe rimasto segretato per riguardi internazionali delicatissimi.  Costretto a rimanere in silenzio a causa della sua qualifica di funzionario, aumentarono le pressioni di Elia, supportato dalle testimonianze di altri funzionari italiani presenti in Congo, a favore del progetto, corroborate da un articolo apparso sulla rivista La Nuova Antologia dal titolo Il Congo e l’Inghilterra secondo la convenzione internazionale di Berlino a firma del deputato ed ex Ministro di Grazia e Giustizia Emanuele Gianturco. Il 16 maggio 1905 sul giornale Giornale d’Italia apparve un anonimo articolo, ma da lui ispirato, dal titolo Il Capitano Baccari e il Congo, in cui si accusava il governo italiano di aver messo a tacere gli scandali legati alla presenza italiana in Congo. I suoi superiori lo posero immediatamente agli arresti di rigore, ma nei successivi la polemica si trasmise alla Camera dei deputati dove Felice Santini, ex generale e deputato di Roma, rivolse una prima interrogazione parlamentare sulla questione del Congo. Santini non ricevette risposta esauriente alla sua interpellanza, ma il ministro della guerra Ettore Pedotti ammise di aver sospeso l'invio degli ufficiali dell'esercito e che la marina aveva ritirato due ufficiali dopo aver scoperto che le cannoniere che lo Stato del Congo diceva di avere in servizio sul Lago Tanganica non esistevano. Articoli che attaccavano lo Stato del Congo apparvero su Il Giornale d'Italia, su Il Messaggero di Roma  e su Il Secolo XIX di Genova. Il 5 giugno apparve sul Corriere della Sera un vasto e articolato articolo a tutta pagina sugli ufficiali italiani presenti in Congo a firma del giornalista Ugo Ojetti.
L'articolo costrinse il governo italiano a pubblicare il rapporto Baccari sul numero di giugno del Bollettino dell’Emigrazione, e i sostenitori del Congo vennero costretti a battere in ritirata.  Il quotidiano La Tribuna scrisse che è difficile formarsi un concetto esatto di quello che sia e di quello che possa diventare il Congo e che noi non siamo chiamati a dare ragione agli uni o agli altri.
Il 12 giugno Felice Santini, supportato da un altro deputato, Emilio Pinchia, interrogò di nuovo Tommaso Tittoni, e il Ministro dichiarando di non essere né un ammiratore né un nemico dell’EIC, ammise che Baccari aveva fatto gravi rivelazioni al governo sulla situazione umanitaria in Congo e che aveva riferito degli abusi commessi da molti ufficiali italiano che violavano le libertà e i diritti degli indigeni. Quello stesso giorno l'ambasciatore italiano a Bruxelles, conte Lelio Bonin Longare, chiese ai vertici dell'amministrazione del Congo di esentare gli ufficiali italiani da ogni compito non militare, cui l'EIC rispose che avrebbe concesso il diritto di dimissioni agli ufficiali addetti alla raccolta del caoutchouc e ad altre funzioni considerate degradanti.
La vicenda ebbe uno strascico giudiziario quando il console Elia lo querelò per diffamazione, il cui processo si celebrò nel febbraio 1906, ma non andò a termine in quanto le pressioni del governo italiano costrinsero Elia a ritirare la querela. Dopo un pronunciamento di un Giurì d'onore i due acerrimi nemici si sfidarono a duello, che avvenne il 13 febbraio, dove rimasero entrambi feriti. Dopo il duello si rifiutò di stringere la mano a Elia come era prassi allora.

## Pubblicazioni
- La colonia Eritrea nel sentimento e negli interessi italiani, in atti Atti del Congresso Coloniale Italiano in Asmara (Settembre-Ottobre 1905) a cura di Carlo Rossetti, Tipografia dell’Unione Cooperativa Editrice, Roma, 1906.
- Il Congo, Rivista Marittima, Roma, 1908.

### Annotazioni
1. ↑  Si trattava del capo dei servizi di intendenza di Léopoldville Doeht, che accompagnandolo per alcuni giorni sul battello Brabant gli disse in un colloquio che lo Stato del Congo in realtà non è che una grande società di speculatori.
2. ↑  Bourgeaux si rifiutò di curarsi con il chinino come Buccari gli aveva consigliato e si spense qualche tempo dopo.
3. ↑  La chicotte era una frusta in pelle di ippopotamo.
4. ↑  Che il 22 maggio pubblicò in prima pagina una testimonianza del missionario John Harris sulle atrocità commesse nella concessione della compagnia ABIR.
5. ↑  Baccari, liberato dagli arresti di rigore assistette a tale seduta parlamentare.

### Fonti
1. 1 2 3 4 5 6 7 8 9 10 11 12 13  Alberini, Prosperini 2016, p. 37.
2. ↑  Piccolino 2007, p. 264.
3. 1 2  Carbone 2019, p. 58.
4. 1 2 3  Carbone 2019, p. 64.
5. 1 2 3  Piccolino 2007, p. 262.
6. 1 2  Piccolino 2007, p. 266.
7. ↑  Piccolino 2007, p. 267.
8. 1 2 3  Piccolino 2007, p. 268.
9. ↑  Piccolino 2007, p. 269.
10. 1 2  Piccolino 2007, p. 270.
11. ↑  Piccolino 2007, p. 271.
12. 1 2  Piccolino 2007, p. 272.
13. ↑  Piccolino 2007, p. 273.
14. 1 2  Piccolino 2007, p. 274.
15. ↑  Piccolino 2007, p. 276.
16. ↑  Piccolino 2007, pp. 277-278.
17. 1 2  Piccolino 2007, p. 278.
18. 1 2 3 4 5  Piccolino 2007, p. 279.
19. ↑  Piccolino 2007, p. 280.
20. ↑  Piccolino 2007, p. 283.
21. ↑  Piccolino 2007, p. 284.
22. ↑  Piccolino 2007, p. 285.
23. 1 2  Piccolino 2007, p. 286.
24. 1 2  Piccolino 2007, p. 287.
25. ↑  Piccolino 2007, p. 288.
26. ↑  Piccolino 2007, p. 289.
27. 1 2 3  Piccolino 2007, p. 291.
28. 1 2  Piccolino 2007, p. 292.
29. ↑  Piccolino 2007, p. 293.
30. ↑  Piccolino 2007, p. 294.
31. 1 2  Piccolino 2007, p. 296.
32. 1 2 3 4  Piccolino 2007, p. 297.
33. 1 2 3  Piccolino 2007, p. 299.
34. ↑  Piccolino 2007, p. 300.
35. 1 2  Piccolino 2007, p. 301.